# Kusus
Die Kusus (Trichosurus, Einzahl der Kusu) sind eine Beutelsäugergattung aus der Beuteltierfamilie der Kletterbeutler (Phalangeridae). Es werden vier Arten unterschieden. Manchmal werden sie als Possums bezeichnet, obwohl sich diese Bezeichnung auch auf zahlreiche andere australische Beuteltiere bezieht.

## Verbreitung
Kusus kommen in ganz Australien und auf vorgelagerten Inseln wie Tasmanien vor. Außerdem wurden sie zur Fellverwertung in Neuseeland eingeführt und stellen jetzt dort eine Bedrohung sowohl der einheimischen Tierwelt, insbesondere der flugunfähigen Vögel, wie dem Kiwi, als auch des Baumbestandes dar.

## Beschreibung
Kusus sind kräftige Tiere. Ihre Körperlänge beträgt 32 bis 60 Zentimeter, der Schwanz erreicht eine Länge von bis zu 35 Zentimetern. Sie werden bis zu fünf Kilogramm schwer. Ihr Fell ist weich und wollig, die Farbe variiert von grau über weiß bis braun und schwarz. Die Ohren sind dreieckig und deutlich größer als bei den Kuskus, der Schwanz ist buschig.

## Lebensweise
Kusus sind von Natur aus nicht so strikte Baumwohner wie die anderen Kletterbeutler. Ihr natürliches Habitat waren Wälder und andere baumbestandene Gebiete, doch kommen sie auch in Parks und Gärten in den Städten vor. Tagsüber ziehen sie sich zurück, in Baumhöhlen, aber auch auf Dachböden und Scheunen, und gehen nachts auf Nahrungssuche. Zur Nahrungssuche kommen sie oft auf den Boden.
Kusus sind Einzelgänger, die ihr Revier mit Duftdrüsen am After oder auf der Brust markieren, in dichtbevölkerten Gegenden überlappen sich die Reviere jedoch oft.

## Nahrung
Kusus sind vorwiegend Pflanzenfresser, die Blätter, Früchte und Knospen zu sich nehmen. Gelegentlich vertilgen sie jedoch auch Insekten und kleine Wirbeltiere, wie zum Beispiel Vögel.

## Fortpflanzung
Ein- bis zweimal im Jahr bringt das Weibchen nach einer Tragzeit von 16 bis 18 Tagen ein einzelnes Jungtier zur Welt, selten Zwillinge. Der Beutel ist gut entwickelt, hat zwei Zitzen und öffnet sich nach vorne. Nach vier bis sieben Monaten verlässt das Junge den Beutel, nach sechs bis zehn Monaten ist es entwöhnt und im 2. oder 3. Lebensjahr geschlechtsreif. Die Lebenserwartung der Kusus beträgt 10 bis 15 Jahre.

## Bedrohung
Kusus sind in größerem Ausmaß als andere Beuteltiere Kulturfolger. Seit der Landung der Europäer hat sich ihr Lebensraum vergrößert. Sie werden bejagt, einerseits wegen ihres Fells (in der Pelzbranche wird das Possumfell als „Australisch“, „Tasmanisch“ bzw. „Neuseeländisch Opossumfell“ bezeichnet), andererseits weil sie oft Gärten und Blumenbeete verwüsten, in Jungwäldern Schaden anrichten und die Rindertuberkulose übertragen. Trotzdem sind sie weit verbreitet und nicht bedroht.

## Arten
Man teilt die Kusus in vier Arten ein:
- Der Fuchskusu (Trichosurus vulpecula) ist über ganz Australien außer das Landesinnere verbreitet. Zum Zwecke der Pelzgewinnung wurde er in Neuseeland eingeführt, wo er sich stark vermehrt hat und heute als Plage gilt und bekämpft wird.
- Der Hundskusu oder Bobuck (Trichosurus caninus) lebt in den küstennahen Gebieten des südöstlichen Australien.
- Der Cunningham-Kusu (Trichosurus cunninghamii) bewohnt Berggebiete in Victoria. Er wurde erst vor einigen Jahren durch den Statistiker Ross Cunningham entdeckt, der dem Tier seinen Namen gab.
- Der Queensland-Kusu (Trichosurus johnstonii) lebt in den Regenwäldern in Queensland.

Der Schuppenschwanzkusu gehört hingegen nicht zu dieser Gattung, sondern wird in einer eigenen Gattung, Wyulda, eingeordnet.

## Belege
1. ↑  Kristofer Helgen & Stephen Jackson: Family Phalangeridae (Cuscuses, Brush-tailed Possums and Scaly-tailed Possum). In: Don E. Wilson, Russell A. Mittermeier: Handbook of the Mammals of the World – Volume 5. Monotremes and Marsupials. Lynx Editions, 2015, ISBN 978-84-96553-99-6, S. 482–484.